# Auspicantibus Nobis

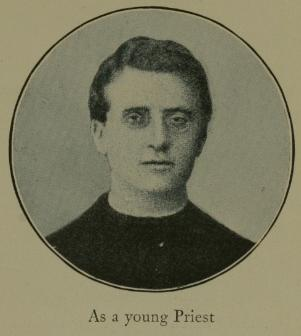
Achille Ratti, als jonge priester

Auspicantibus Nobis is een apostolische constitutie van paus Pius XI van 6 januari 1929 waarmee hij ter gelegenheid van zijn vijftigjarig priesterjubileum, 1929 uitriep tot Jubeljaar.
Met deze constitutie verwees de paus naar zijn voorganger paus Leo XIII, die in 1887 eveneens zijn vijftigjarig priesterschap had aangegrepen voor een bijzonder Jubeljaar. In de constitutie roept de paus alle gelovigen op om te komen tot ware verdieping van het geloof. Voor hen die dat op de voorgeschreven wijze deden, stelde de paus aflaten in het vooruitzicht. Zo werd de inwoners van het bisdom Rome en de pelgrims die zich in de stad ophielden aangespoord om op verschillende dagen twee keer een bezoek te brengen aan de Sint-Pietersbasiliek, de Sint-Jan van Lateranen en de Santa Maria Maggiore om er te bidden voor de paus, voor de bekering van ketters, voor het op hun schreden terugkeren van zondaars en voor de vrede. Ook het geven van aalmoezen werd in dit kader aangemoedigd. Degenen die niet in Rome waren mochten ervoor kiezen om eenzelfde werk te doen in drie kerken naar keuzen, of in die kerken die door het bisdom werden aangewezen. Had een bepaalde plaats maar twee kerken, dan kon men beide kerken drie keer per dag bezoeken; was er slechts één kerk, dan kon aan de bede van de paus worden voldaan door die kerk zes keer op één dag te bezoeken. Het aantal voorgeschreven bezoeken aan kerken kon worden teruggebracht door het bijwonen van processies. Aan biechtvaders werd overgelaten te beoordelen of iemand die door lichamelijke of andere ongemakken niet in staat was aan deze kerkbezoeken te voldoen, dispensatie kon krijgen.
Met de encycliek Mens Nostra van 20 december 1929 zou Pius XI terugkijken op het Jubeljaar en stilstaan bij het belang van spirituele oefeningen.